# Петрикор
Петрикор е землистата миризма, която се усеща след падането на дъжд върху суха почва. Думата произлиза от гръцките πέτρα – „камък“ и ἰχώρ – „ихор“ (течността, която тече във вените на боговете от гръцката митология).

## Произход
Терминът е въведен през 1964 г. от двама австралийски изследователи, Изабел Джой Беър и Ричард Томас, за статия в списание „Нейчър“. В статията авторите описват как миризмата произлиза от масла, отделяни от някои растения по време на сухи периоди, които биват абсорбирани от глината в почвата и скалите. По време на валеж от дъжд маслата се извеждат във въздуха заедно с друга съставка, геосмин, метаболичен вторичен продукт на някои актинобактерии, която се изпуска от мократа почва, като така се произвежда отличителния мирис. Възможно е да присъства и озон, ако има мълнии. През 1965 г. е установено, че въпросните масла забавят покълването на семената и ранния растеж на растенията.

## Механизъм
През 2015 г. учени от Масачузетския технологичен институт използват високоскоростни камери, за да запишат как миризмата се придвижва из въздуха. Опитите включват близо 600 отделни експеримента на 26 различни повърхности, включително специално проектирани материали и почвени проби. Когато дъждовна капка се приземи върху пореста повърхност, въздухът от порите образува малки балончета, които изплуват на повърхността и изпускат аерозоли. Именно тези аерозоли носят миризмата, както и бактериите от почвата. Капките, които се приземяват по-бавно, водят до повече аерозоли. Това обяснява защо петрикорът се усеща по-силно след по-слаб дъжд.
Според някои учени, хората харесват дъждовния мирис, тъй като предците им вероятно са разчитали на дъждовното време за оцеляване.